# Опівнічна меса (мінісеріал)
Опівнічна меса (англ. Midnight Mass) — американський вебсеріал в жанрі надприроднього та жахів, створений Майком Фланеґеном. В головних ролях Зак Ґілфорд, Кейт Сіґел, Геміш Лінклатер, Саманта Слоян, Рахул Кохлі та Генрі Томас. Прем'єра відбулася 24 вересня 2021 року на Netflix.

## Синопсис
Після прибуття харизматичного молодого священника до занепалого міста його жителі стикаються з яскравими дивами й зловісними таємницями та віднаходять у собі віру.

## У ролях
| Актор              | Роль            | Опис |
| ------------------ | --------------- | --- |
| Зак Ґілфорд        | Райлі Флінн     | Колишній венчурний інвестор, який після чотирьох років ув'язнення повертається у рідне містечко на острові Крокетт після того, як провів чотири роки в тюрмі за здійснену в нетверезому стані аварію, в результаті чого загинула жінка |
| Кейт Сіґел         | Ерін Ґрін       | Кохана Райлі в дитинстві, зараз вчителька на острові Крокетт і чекає дитину |
| Геміш Лінклатер    | Отець Пол Гілл  | Загадковий новий священник у церкві Святого Патріка, який прибуває, щоб тимчасово замінити монсеньйора Пруїта що старіє |
| Крістін Леман      | Енні Флінн      | Побожна і всепрощаюча мати Райлі |
| Саманта Слоян      | Бев Кін         | Активна і владна прихожанка церкви Святого Патріка та впливова фігура в суспільстві |
| Іґбі Ріґні         | Воррен Флінн    | Молодший брат Райлі, який служить вівтарником у церкві |
| Рахул Кохлі        | Омар Гассан     | Мусульманський шериф острова Крокетт, якому важко вписуватися в переважно християнське населення містечка |
| Аннара Саймон      | Ліза Скарборо   | Побожна дочка мера, яка користується інвалідним візком після травми |
| Аннабет Гіш        | Сара Ґаннінґ    | Місцевий лікар та близька подруга Ерін |
| Алекс Ессо         | Мілдред Ґаннінґ | Старенька мати Сари, яка має деменцію |
| Рахул Аббурі       | Алі Гассан      | Син шерифа і друг Воррена та Укера |
| Метт Бідел         | Стердж          | Острівний різноробочий |
| Майкл Трукко       | Вейд Скарборо   | Мер острова Крокетт |
| Крістал Балінт     | Доллі Скарборо  | Дружина Вейда та мати Лізи |
| Луїс Олівер        | Укер            | Друг Воррена та Алі, який також служить вівтарником у церкві |
| Генрі Томас        | Ед Флінн        | Батько Райлі, який працює рибалкою і неохоче вітає сина додому |
| Роберт Лонґстріт   | Джо Коллі       | Міський п'яниця |
| Карла Ґуджино      | Суддя           | |
| Квінтон Бусклер    | Янгол           | |
| Ебоні Бут          | Тара-Бет        | Дівчинка-підліток, вбита Райлі в аварії |
| Джон К. Макдональд | Бовл            | Місцевий дилер наркотиків |

## Український дубляж
- Дмитро Бузинський — Отець Пол
- Дмитро Гаврилов — Райлі
- Ольга Мотрич — Ерін
- Людмила Ардельян — Бев
- Роман Молодій — Гассан
- Катерина Качан — Сара
- Наталія Поліщук — Енні
- Євген Сінчуков — Ед
- Арсен Шавлюк — Воррен
- Данило Лакоза — Алі
- Генріх Малащинський — Укер
- Дмитро Завадський — Вейд
- Наталія Романько — Доллі
- Надія Кондратовська — Мілдред
- Анна Чиж — Мілдред (молода)
- Галина Дубок — Ліза
- Роман Солошенко — Стердж
- Михайло Кришталь — Джо
- Аліна Проценко — Лікарка
- Володимир Канівець — Буль
- Людмила Суслова — Джоані
- Максим Кондратюк — Гові

Серіал дубльовано студією «Le Doyen» на замовлення компанії «Netflix» у 2021 році.
- Перекладач — Роман Дяченко
- Спеціаліст з адаптації — Роман Дяченко
- Режисер дубляжу — Максим Кондратюк
- Звукооператор — Богдан Янківський
- Спеціаліст із зведення звуку — Станіслав Ногін
- Менеджер проєкту — Марина Булаковська

## Епізоди
| № серії | Назва серії                  | Режисер(и)    | Сценарист(и)                                 | Оригінальна дата виходу |
| ------- | ---------------------------- | ------------- | -------------------------------------------- | ----------------------- |
| 1       | «Книга I: Буття»             | Майк Фланеґен | Майк Фланеґен                                | 24 вересня 2021         |
| 2       | «Книга II: Псалми»           | Майк Фланеґен | Майк Фланеґен, Джеймс Фланеґен, Елан Ґейл    | 24 вересня 2021         |
| 3       | «Книга III: Притчі»          | Майк Фланеґен | Майк Фланеґен, Джеймс Фланеґен               | 24 вересня 2021         |
| 4       | «Книга IV: Плач Єремії»      | Майк Фланеґен | Майк Фланеґен, Дані Паркер                   | 24 вересня 2021         |
| 5       | «Книга V: Євангеліє»         | Майк Фланеґен | Майк Фланеґен, Джеймс Фланеґен               | 24 вересня 2021         |
| 6       | «Книга VI: Діяння апостолів» | Майк Фланеґен | Майк Фланеґен, Джеймс Фланеґен, Джефф Говард | 24 вересня 2021         |
| 7       | «Книга VII: Одкровення»      | Майк Фланеґен | Майк Фланеґен                                | 24 вересня 2021         |

## Реліз
Опівнічна Меса вийшла на Netflix 24 вересня 2021 року.

## Критика
На сайті Rotten Tomatoes серіал має рейтинг 91 % на основі 66 рецензій критиків із середнім балом 8,4 з 10. На сайті Metacritic рейтинг серіалу становить 74 бали зі 100 можливих на підставі на 21 рецензії критиків.